# Pomnik Bohaterów Ludu
Pomnik Bohaterów Ludu (chin. upr. 人民英雄纪念碑, chin. trad. 人民英雄紀念碑, pinyin Rénmín Yīngxíong Jĭnìanbēi) – pomnik znajdujący się na placu Niebiańskiego Spokoju w Pekinie, stanowiący narodowy monument Chińskiej Republiki Ludowej.
Budowę pomnika rozpoczęto w sierpniu 1952 roku, odsłonięty oficjalnie został 1 maja 1958. Projektantami byli architekt Liang Sicheng i jego żona Lin Huiyin. Pomnik znajduje się w południowej części placu, na północ od Mauzoleum Mao Zedonga. Mierzy 37,94 metrów wysokości i waży 10 tysięcy ton. Składa się na niego około 17000 bloków marmurowych.
Na piedestale pomnika umieszczone są płaskorzeźby przedstawiające najważniejsze wydarzenia z XIX i XX-wiecznej historii Chin. Są to kolejno: niszczenie opium w Kantonie podczas I wojny opiumowej, powstanie tajpingów, rewolucja Xinhai, Ruch 4 Maja, Ruch 30 Maja, powstanie w Nanchangu, walka z agresją japońską i forsowanie Jangcy przez wojska komunistów w 1949 roku. Na frontowej stronie pomnika znajduje się inskrypcja ze słowami Mao Zedonga Wieczna chwała Bohaterom Ludu! (人民英雄永垂不朽, Rénmín yīngxióng yǒngchuí bùxiǔ). Na tylnej stronie pomnika znajduje się następna inskrypcja ze słowami Mao i Zhou Enlaia, w której jest oddana kolejno cześć bohaterom walk przedstawionych na piedestale pomnika. 